# Дом Е. Добролюбовой
Дом Е. Добролюбовой — памятник градостроительства и архитектуры в историческом центре Нижнего Новгорода. Построен в период классицизма в 1837 году. Автор проекта — архитектор М. П. Камышников.
Историческое здание по адресу улица Алексеевская, 41 сегодня — объект культурного наследия Российской Федерации.

## История
В 1836 году в Нижнем Новгороде был учреждён Строительный комитет для устройства города. Правителем дел комитета был назначен титулярный советник Василий Иванович Добролюбов (будущий опекун братьев и сестёр Н. А. Добролюбова). Василий Иванович тогда же выкупил участок земли напротив кремля у Никольской Верхнепосадской церкви.
В те годы Зеленский съезд только проектировался и не были определены границы его набережной. Тогда Добролюбов решил построить деревянный дом с мезонином на каменном полуэтаже на пересечении Алексеевской улицы и Холодного переулка. Планы-фасады дома разработал архитектор М. П. Камышников. После одобрения проекта нижегородским Строительным комитетом его отослали в Санкт-Петербург, где он был высочайше утверждён 19 августа 1837 года. Вернувшись в Нижний Новгород, планы-фасады были скопированы и 2 сентября выданы застройщикам.
При строительстве в проект были внесены существенные правки: строители отказались от центральных ризалитных выступов, увеличили высоту каменного полуэтажа, вместо наличников с полочками на консолях поставили в центре жилого этажа наличники с треугольными фронтончиками, крещатую мезонинную часть отсекли от низа профильной тягой.
Дом сохранился в практически первозданном виде. Утеряны одноэтажный флигель по Алексеевской улице и ограда с воротами во двор, выстроенные по образцовым фасадам 1811 года.